# Nikon D5500
Nikon D5500 – lustrzanka cyfrowa z bagnetem F produkcji Nikon Corporation, zaprezentowana 5 stycznia 2015. Jest następcą modelu D5300. Pierwsza lustrzanka cyfrowa Nikona z ekranem dotykowym.
Nikon D5500 zawiera drobne udoskonalenia względem swojego poprzednika, D5300. Z obudową wykonaną z kompozytu włókna węglowego, Nikon D5500 waży o 60 gramów mniej, ma ekran dotykowy, ale nie został wyposażony w GPS.